# كودي أرنو
كودي أرنو (بالإنجليزية: Cody Arnoux) مواليد 13 أبريل 1988 في نيويورك، الولايات المتحدة، هو لاعب كرة قدم أمريكي. يلعب كمهاجم.

## المسيرة الاحترافية

### أندية لعب لها
- نادي إيفرتون
- ريال سالت ليك

## روابط خارجية
- كودي أرنو على موقع الدوري الأمريكي (الإنجليزية)
- كودي أرنو على موقع قاعدة بيانات كرة القدم.إي يو (الإنجليزية)